# WOW (álbum)
WOW es el álbum debut de la cantante estadounidense de heavy metal Wendy O. Williams, publicado en 1984 por Passport Records. 

## Producción
Solo dos de los cuatro integrantes restantes de Plasmatics — el guitarrista Wes Beech y el batería T.C. Tolliver — participaron en la grabación. Por su parte, Chris Romanelli y Richie Stotts recibieron créditos como cocompositores en algunas canciones. 
Producido por Gene Simmons, que además interpretó el bajo con el seudónimo de Reginald Van Helsing. Aparecieron como artistas invitados los restantes miembros de Kiss: Paul Stanley, Ace Frehley, Eric Carr y Vinnie Vincent.

## Recepción
El crítico Chris Knowles de Classic Rock mencionó, por la aparición de los miembros de Kiss, que: «Algunos fanáticos de Kiss han notado irónicamente que WOW fue el mejor álbum de los ochenta de Kiss».
Gracias a este disco, Wendy O. Williams recibió su única nominación a los premios Grammy en la categoría mejor interpretación vocal de rock femenina. Además, recibió críticas favorables de parte de la prensa especializada, incluso el periodista Malcolm Dome de la revista Kerrang! lo nombró como su mejor disco del año.

## Lista de canciones
| N.º | Título                           | Escritor(es)                                                       | Duración |  |
| 1.  | «I Love Sex (And Rock and Roll)» | Gene Simmons, Wes Beech, Rod Swenson, T.C. Tolliver, Richie Stotts | 3:47     |  |
| 2.  | «It's My Life»                   | Simmons, Paul Stanley                                              | 3:58     |  |
| 3.  | «Priestess»                      | Beech, Swenson, Stotts, Chris Romanelli                            | 3:23     |  |
| 4.  | «Thief in the Night»             | Simmons, Mitch Weissman                                            | 3:47     |  |
| 5.  | «Opus in Cm7»                    | Swenson, Romanelli                                                 | 4:20     |  |
| 6.  | «Ready to Rock»                  | Swenson, Romanelli, Stotts                                         | 5:11     |  |
| 7.  | «Bump and Grind»                 | Beech, Swenson, Romanelli, Tolliver, Stotts                        | 4:27     |  |
| 8.  | «Legends Never Die»              | Simmons, Adam Mitchell, Micki Free                                 | 4:25     |  |
| 9.  | «Ain't None of Your Business»    | Simmons, Eric Carr, Vinnie Vincent                                 | 3:27     |  |

## Músicos
- Wendy O. Williams: voz
- Wes Beech: guitarra eléctrica
- Michael Ray: guitarra eléctrica
- Reginald Van Helsing: bajo
- T. C. Tolliver: batería

Músicos invitados
- Ace Frehley: guitarra en «Bump and Grind»
- Paul Stanley: guitarra en «Ready to Rock»
- Vinnie Vincent: guitarra en «Ain't None of Your Business»
- Eric Carr: batería en «Legends Never Die»
- Mitch Weissman: piano en «Opus in Cm7»
- Micki Free: guitarra acústica en «Legends Never Die»